# برونو توشک
برونو توشک (آلمانی: Bruno Touschek؛ زاده ۳ فوریهٔ ۱۹۲۱ درگذشته ۲۵ مهٔ ۱۹۷۸) یک فیزیک‌دان و مخترع اهل اتریش بود.